# Małgorzata Maultasch

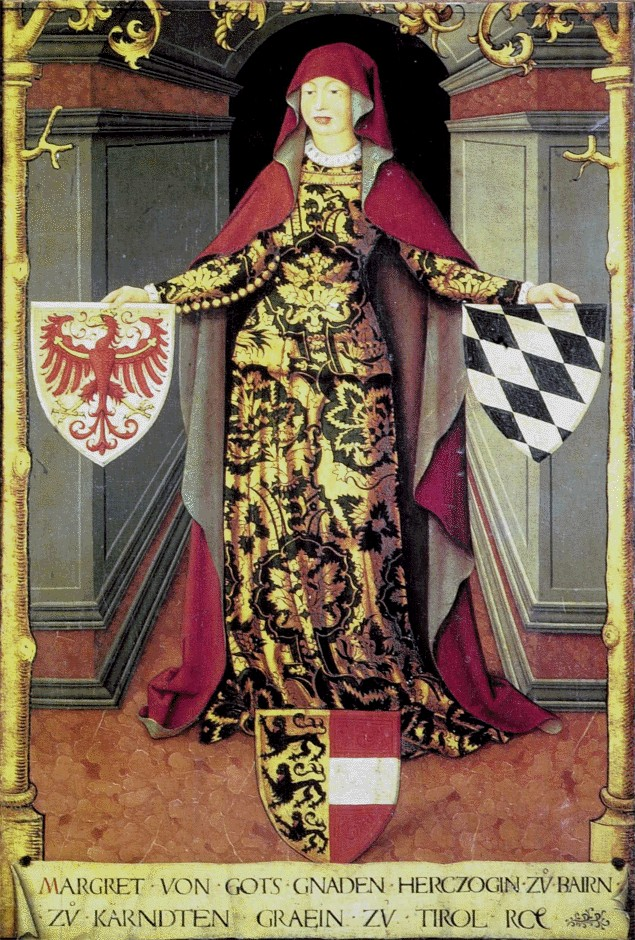
Małgorzata Maultasch

Małgorzata Maultasch, niem. Margarete von Tirol, czes. Markéta Tyrolská lub Markéta Pyskatá, (ur. 1318, zm. 3 października 1369 w Wiedniu) – hrabina Tyrolu od 1335 r.
Małgorzata była córką Henryka, księcia Karyntii i byłego króla Czech i jego drugiej żony Adelajdy Brunszwickiej. Jej ojciec nie miał męskich potomków i Małgorzata była jego spadkobierczynią. 16 września 1330 r. została wydana za Jana Henryka Luksemburskiego, syna króla Czech Jana Luksemburskiego. Pomimo tego, że była zamężna jej ziemiami zainteresował się cesarz Ludwik IV Bawarski (Wittelsbach), który zaproponował jej ślub ze swoim synem. 2 listopada 1341 r. z pomocą szlachty tyrolskiej wygnała swojego męża z kraju. Już 10 lutego 1342 r. poślubiła Ludwika V Brandenburskiego, syna cesarza Ludwika IV. Wywołało to konflikt z papiestwem oraz konflikt cesarza z Janem Luksemburskim. Tyrol został obłożony interdyktem. Małżeństwa bronili Marsyliusz z Padwy i William Ockham uznając je za pierwsze małżeństwo cywilne w średniowieczu. Dopiero w 1349 r. na wniosek Małgorzaty jej małżeństwo z Janem Henrykiem zostało unieważnione z powodu rzekomej impotencji męża. Był to jednak tylko pretekst. Jan Henryk z kolejnego małżeństwa doczekał się sześciorga dzieci. Miał także naturalnego syna.
Małgorzata z drugiego małżeństwa doczekała się tylko jednego syna Meinharda urodzonego w 1344 r. W latach 1358–1359 ożeniła go z Małgorzatą, córką Albrechta II. Po śmierci męża w 1361 r. Małgorzata Maultasch sprawowała władzę wraz z synem Meinhardem. Po jego bezpotomnej śmierci (zm. 13 stycznia 1363) przekazała prawa do Tyrolu Rudolfowi IV Habsburgowi. Decyzję zatwierdził cesarz Karol IV i 8 lutego 1364 r. nadał Rudolfowi IV Tyrol jako lenno.
Przydomek Maultasch pojawia się ok. 1366 r. i oznaczał pierwotnie kobietę rozpustną. Nawiązywał do jej powtórnego małżeństwa zawartego bez rozwiązania poprzedniego związku. Używany był przez papieską i czeską propagandę. Dopiero w 1425 r. pojawiła się interpretacja nawiązująca do twarzy (gęba jak kieszeń). Od tej pory Małgorzata uchodzi za niezwykle brzydką osobę, co nie znajduje potwierdzenia w źródłach powstałych za jej życia, które określały ją jako bardzo piękną kobietę.